# Kékcse
Kékcse is een plaats (község) en gemeente in het Hongaarse comitaat Szabolcs-Szatmár-Bereg. Kékcse telt 1662 inwoners (2001).